# Photocryptus fumatus
Photocryptus fumatus är en stekelart som först beskrevs av Albany Hancock 1926.  Photocryptus fumatus ingår i släktet Photocryptus och familjen brokparasitsteklar. Inga underarter finns listade i Catalogue of Life.